# Бушуєв Павло Іванович
Павло́ Іва́нович Бушу́єв (20 січня 1890, село Гнєздово Вишньоволоцького повіту Тверської губернії, тепер Тверської області, Російська Федерація — розстріляний 9 вересня 1937, місто Ленінград, тепер Санкт-Петербург, Російська Федерація) — радянський діяч, відповідальний секретар В'ятського губернського комітету ВКП(б), голова Ради народних комісарів Карельської АРСР. Член Центральної контрольної комісії ВКП(б) у 1924—1927 роках. Член ЦВК СРСР.

## Життєпис
Народився в селянській родині. У 1906 році закінчив двокласне народне училище. У 1907—1909 роках — помічник писаря волосного правління у Вишньоволоцькому повіті Тверської губернії. У 1909 році виїхав на заробітки до Санкт-Петербурга, працював підсобним робітником, візником, сторожем друкарні, будівельником-залізобетонником.
Член РСДРП з 1911 року. Брав активну участь у революційному русі, був тричі заарештований.
З 1913 року — член Санкт-Петербурзького комітету РСДРП(б). У 1914 році заарештований, а в 1915 році висланий із Петрограда під нагляд поліції.
Після Лютневої революції з березня 1917 року — секретар Спілки будівельних робітників Петрограда. Учасник Жовтневого перевороту 1917 року в Ленінграді.
У жовтні 1917 — березні 1918 року — секретар Нарвського районного правління профспілки транспортних робітників Петрограда.
У травні 1918 — травні 1919 року — товариш (заступник) голови виконавчого комітету Тверської міської ради; завідувач житлового, фінансового відділу, відділу народної освіти виконавчого комітету Тверської міської ради.
З травня 1919 по червень 1921 року — на політичній роботі в Червоній армії, учасник громадянської війни в Росії. Служив у 52-му полку 17-ї стрілецької дивізії РСЧА на Південному фронті.
З лютого по липень 1920 року — слухач Курсів при Комуністичному університеті імені Свердлова.
У 1921—1922 роках — інструктор, завідувач фінансового та видавничого відділу Всеросійської Спілки будівельників; член президії та секретар ЦК Всеросійської Спілки будівельників.
У 1922 — травні 1924 року — секретар, голова Тверської губернської ради профспілок.
У травні 1924 — 1926 року — голова Тверської губернської контрольної комісії РКП(б).
У грудні 1926 — вересні 1928 року — відповідальний секретар В'ятського губернського комітету ВКП(б).
У 1928 — травні 1930 року — слухач дворічних Курсів марксизму-ленінізму при ЦК ВКП(б) у Москві.
У травні 1930 — листопаді 1935 року — секретар Московського районного комітету ВКП(б) міста Ленінграда.
5 листопада 1935 — серпень 1937 року — голова Ради народних комісарів Карельської АРСР.
11 серпня 1937 року заарештований органами НКВС. 9 вересня 1937 року Військовою колегією Верховного суду СРСР на виїзній сесії в Ленінграді засуджений за статтею 58-6-7-8-11 Кримінального кодексу РРФСР до страти. Розстріляний того ж дня. Імовірно, похований на Північному цвинтарі Ленінграда.
У 1956 році посмертно реабілітований.